# ジェドバラ
ジェドバラ（英語: Jedburgh、スコットランド・ゲール語: Deadard）は、スコットランド南東部のロクスバラ州の中心都市で、イングランド境界から10マイルの所にある。

## 関連項目

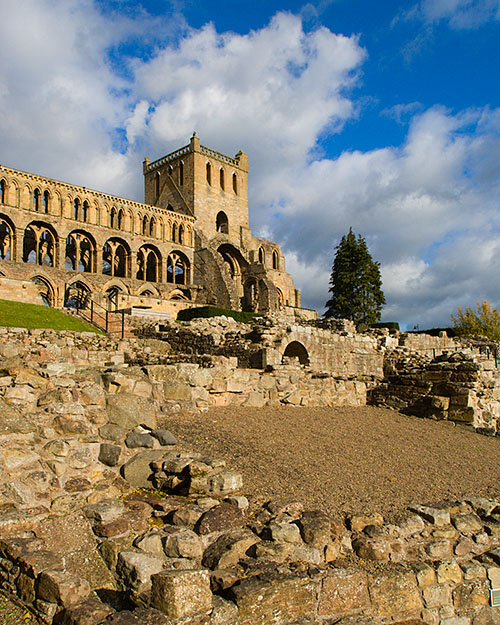
ジェドバラ修道院

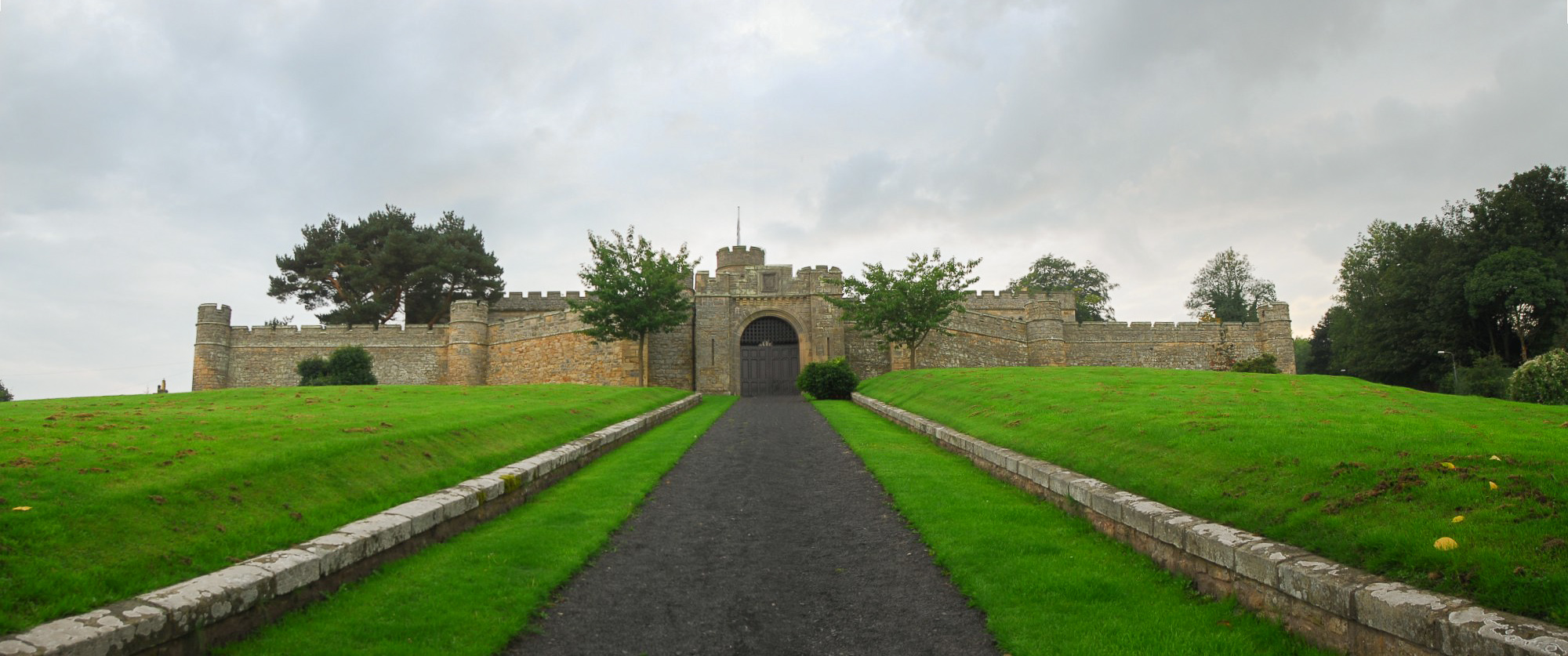
ジェドバラ城